# 长喙毛茛泽泻
长喙毛茛泽泻（学名：Ranalisma rostratum）为泽泻科毛茛泽泻属的植物。分布在越南、马来西亚及非洲热带、印度以及中国大陆的浙江等地，常生长在静水中，目前尚未由人工引种栽培。